# Wilfersdorf
Wilfersdorf är en ort och kommun i Österrike. Den ligger i distriktet Mistelbach i förbundslandet Niederösterreich, 50 km norr om huvudstaden Wien. 
Kommunen består av fyra orter (Ortschaften) (inom parentes invånarantal 1 januari 2024):
- Bullendorf (504)
- Ebersdorf an der Zaya (177)
- Hobersdorf (293)
- Wilfersdorf (1 099)